# Кестнер, Авраам Готтгельф
Авраам Готтгельф Кестнер (нем. Abraham Gotthelf Kästner; 27 сентября 1719 года, Лейпциг — 20 июня 1800 года, Гёттинген) — немецкий математик и автор эпиграмм.

## Биография
Сын профессора права в Лейпциге, где и он в 1746 году стал экстраординарным профессором математики и философии. С 1756 года был ординарным профессором математики и физики в Гёттингене. С 1787 года почётный член Императорской академии наук и художеств в Санкт-Петербурге.
Из многочисленных трудов Кестнера важнейшим является Der mathematischen Anfangsgründe (4 тома, Гёттинген, 1768—1769; 6 издание, 1800); русский перевод их издан главным управлением училищ под заглавиями: «Начальные основания математики» (2 части, СПб., 1792—1794) и «Начальные основания прикладной математики» (2 части, СПб., 1802—1803). Эта работа представляет собой систематический курс математики и физики, начинающийся арифметикой и заканчивающийся оптикой.
Его незаконченная Geschichte der Mathematik (4 тома, Гёттинген, 1796—1800) оказала большое влияние на развитие истории математики как науки. Главная ценность этой работы состоит в критическом анализе первоисточников, малодоступные тексты которых обильно цитируются.
Весьма славились в своё время остроумные, язвительные, хотя и слишком превознесённые эпиграммы Кестнера, так называемые «Sinngedichte». Впервые они были изданы, без разрешения автора, в 1781 (Геттинген); затем часть их появилась в его «Vermischten Schriften» (2 тома, Альтенб., 1783), а Минор включил их в «Fabeldichter, Satiriker und Popularphilosophen des XVIII J.» (в Kürschner’s «Deutsche Nationalliteratur»). Новое издание первого сборника эпиграмм, с разрешения автора, выпустил Justi (2 тома, Марбург, 1800). «Gesammelte poet. und prosaische schönwissenshaftliche Werke» Кестнера изданы в 4-х томах (Б., 1841).

## Труды
- Der mathematischen Anfangsgründe
- Geschichte der Mathematik

## Память
В 1961 году Международный астрономический союз присвоил имя Авраама Кестнера кратеру на видимой стороне Луны.